# Herzlos

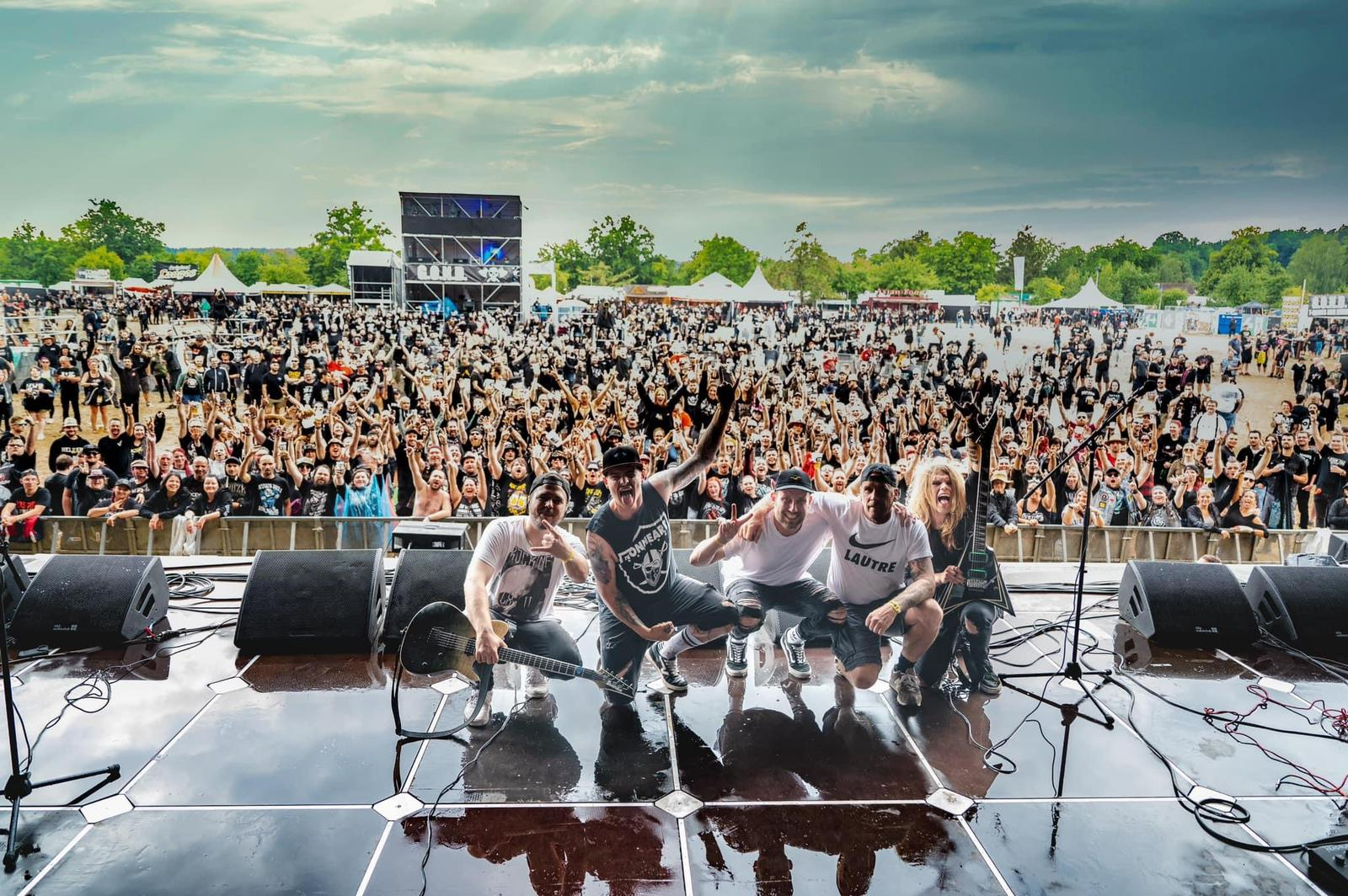
Festivalauftritt Live 2022

Herzlos ist eine deutsche Rockband aus Kaiserslautern.

## Geschichte
Im Jahr 2008 gründete Bassist Oliver Kripp die Band, die sich anfangs im Deutschrock zuordnete. Nach einigen Besetzungswechseln brachte die fünfköpfige Band bisher sechs Studio-Alben und ein Live-Album heraus, die sich stilistisch über die Jahre unterscheiden. Mit der Zeit wurde der Stil immer härter und melodischer, was man besonders am 2016 erschienenen Album „Zweifler & Gewinner“ und nachfolgend „Schwarz-weiss-neon“ (2018) und „Babylon“ (2021) hören kann. Der Gesang ist geprägt von rauen Stimmen, melodischen Mitsing-Parts und Gang-Shouts.
Die Band tourte anfangs im Raum Rheinland-Pfalz, Saarland und Nordrhein-Westfalen. Ab 2015 weitete sich die Reichweite der Band auf ganz Deutschland und die Schweiz aus. Herzlos spielte bis dato des Öfteren auf Festivals, wie Pfeffelbach Open-Air, G.O.N.D., P.O.G.O Festival, dem B.O.A. (Borna Open Air) uvm.
- Unter anderen spielte die Band 2014 ebenfalls als Vorgruppe für Kevin Russells Nebenprojekt – „Veritas Maximus“ auf dessen Glaube und Wille Tour.
- 2021 unterschrieb die Band einen Plattenvertrag bei Metalville Records, wo sie das Studio-Album „Babylon“ veröffentlichten.

## Stil und Einfluss
| Besetzung |                                 |
| \| Sänger Marvin Glytas (2024) \| \| \| Allgemeine Informationen \| \| \| Genre(s) \| Deutschrock, Deutschpunk, Metal \| \| Gründung \| 2008 \| \| Gründungsmitglieder \| \| \| Gesang \| Marvin Glytas \| \| Gitarre, Gesang \| Oliver „Olla“ Kripp \| \| Gitarre \| Michael Kutscher \| \| Gitarre \| Jona Mars \| \| Schlagzeug \| Alex Gallé \| \| Bass \| Achim Blauth \| \| Aktuelle Besetzung \| \| \| Gesang \| Marvin Glytas \| \| Bass \| Oliver Kripp \| \| Schlagzeug \| Alex Gallé \| \| Gitarre \| Andrew Phillips \| \| Gitarre \| Ricky „Rix“ Raven \| |                                 |
| |                                 |
| |                                 |
| Sänger Marvin Glytas (2024) |                                 |
| Allgemeine Informationen |                                 |
| Genre(s) | Deutschrock, Deutschpunk, Metal |
| Gründung | 2008                            |
| Gründungsmitglieder |                                 |
| Gesang | Marvin Glytas                   |
| Gitarre, Gesang | Oliver „Olla“ Kripp             |
| Gitarre | Michael Kutscher                |
| Gitarre | Jona Mars                       |
| Schlagzeug | Alex Gallé                      |
| Bass | Achim Blauth                    |
| Aktuelle Besetzung |                                 |
| Gesang | Marvin Glytas                   |
| Bass | Oliver Kripp                    |
| Schlagzeug | Alex Gallé                      |
| Gitarre | Andrew Phillips                 |
| Gitarre | Ricky „Rix“ Raven               |

Die Einflüsse der Mitglieder sind umfangreich und erschließen sich aus Bands wie Böhse Onkelz, Iron Maiden, Limp Bizkit, Bullet for My Valentine, Parkway Drive und Metallica. Der Stil der gesamten Band addiert sich auch aus den individuellen Einflüssen der einzelnen Mitglieder.

Glytas Gesang ist geprägt von einer rauen Stimme, die in melodische Passagen fließt und mit Gang-Shouts der gesamten Konstellation live wie auf den Alben harmoniert. Des Öfteren baut Glytas Rap-Parts live ein. Der Bass folgt wie gewohnt den Grundtönen der Lieder, wird aber mit solistischen Zwischensequenzen untermalt. Das Schlagzeugspiel von Gallé stellt sich aus harten und direkten sowie begleitenden Beats zusammen. Gitarren-technisch agieren Phillips und Raven mit zweistimmigen Melodien und meist harten Riffs, die Einflüsse durch Mark Tremonti, Luke Kilpatrick, Josh Middeltons vonseiten Phillips aufweisen, wobei Raven hingegen mehr Einfluss von Gitarristen wie Alexi Laiho, Michael Paget und Dave Murray aufweist.

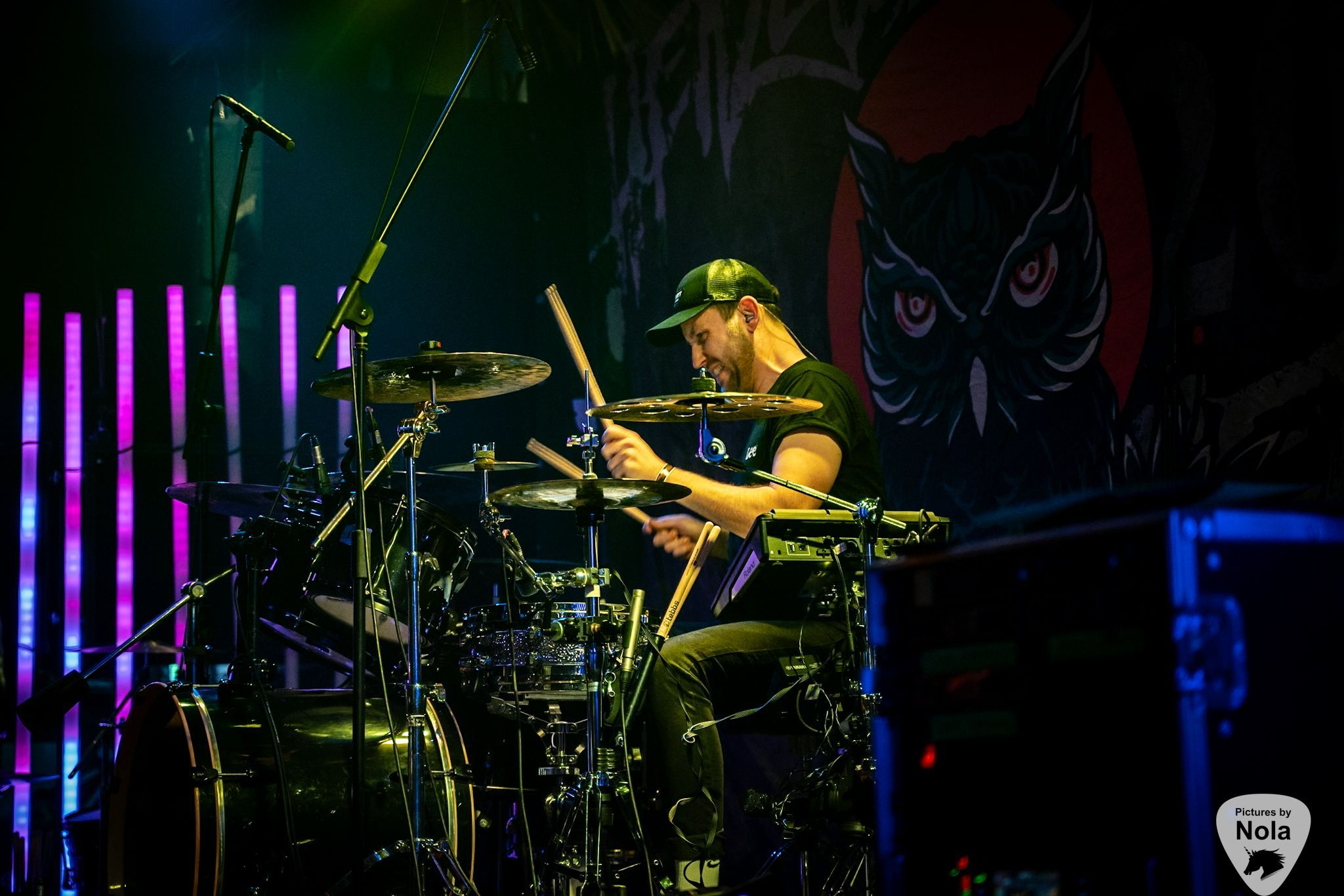
Schlagzeuger Alex Gallé
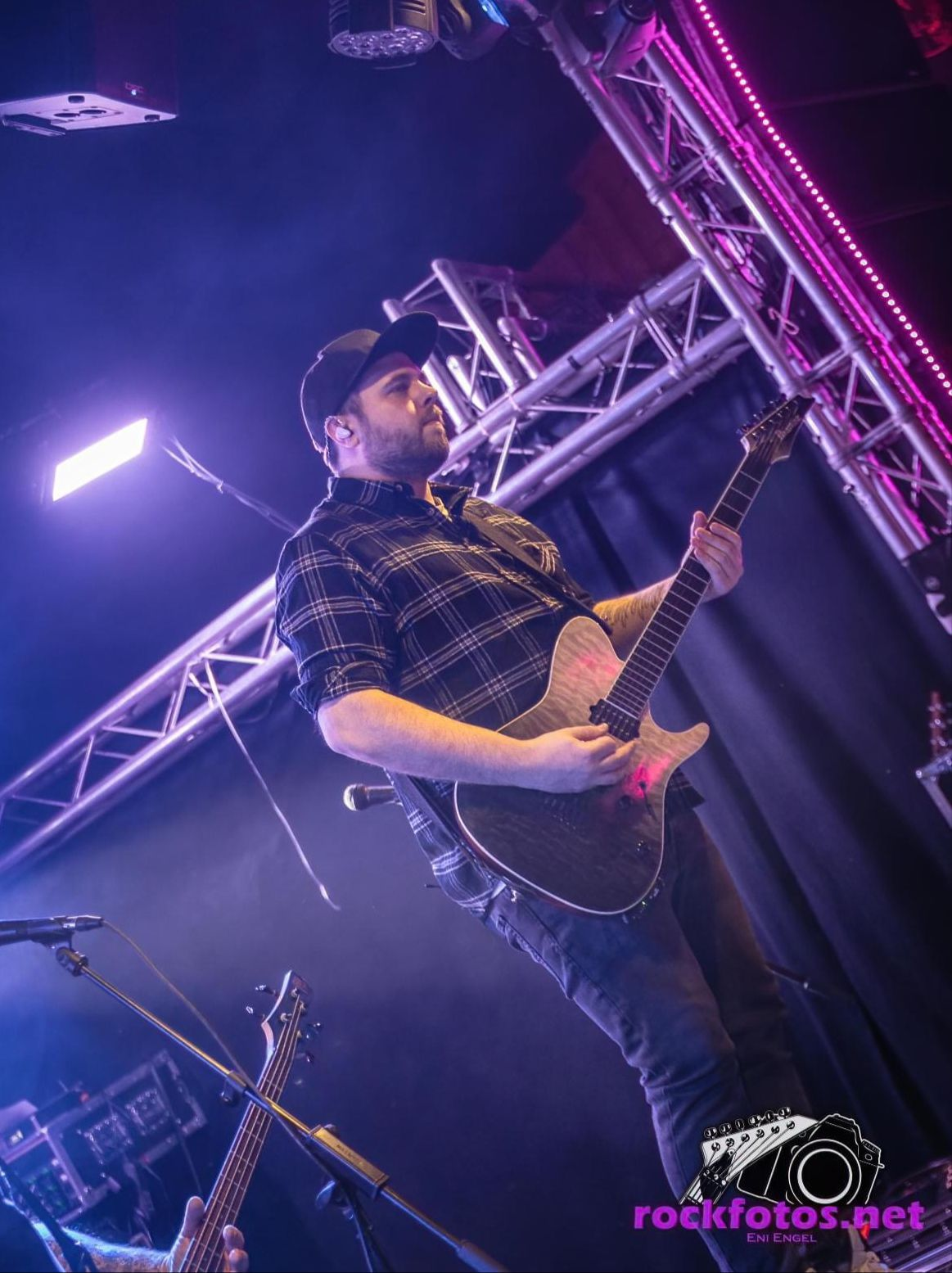
Gitarrist Andrew Phillips
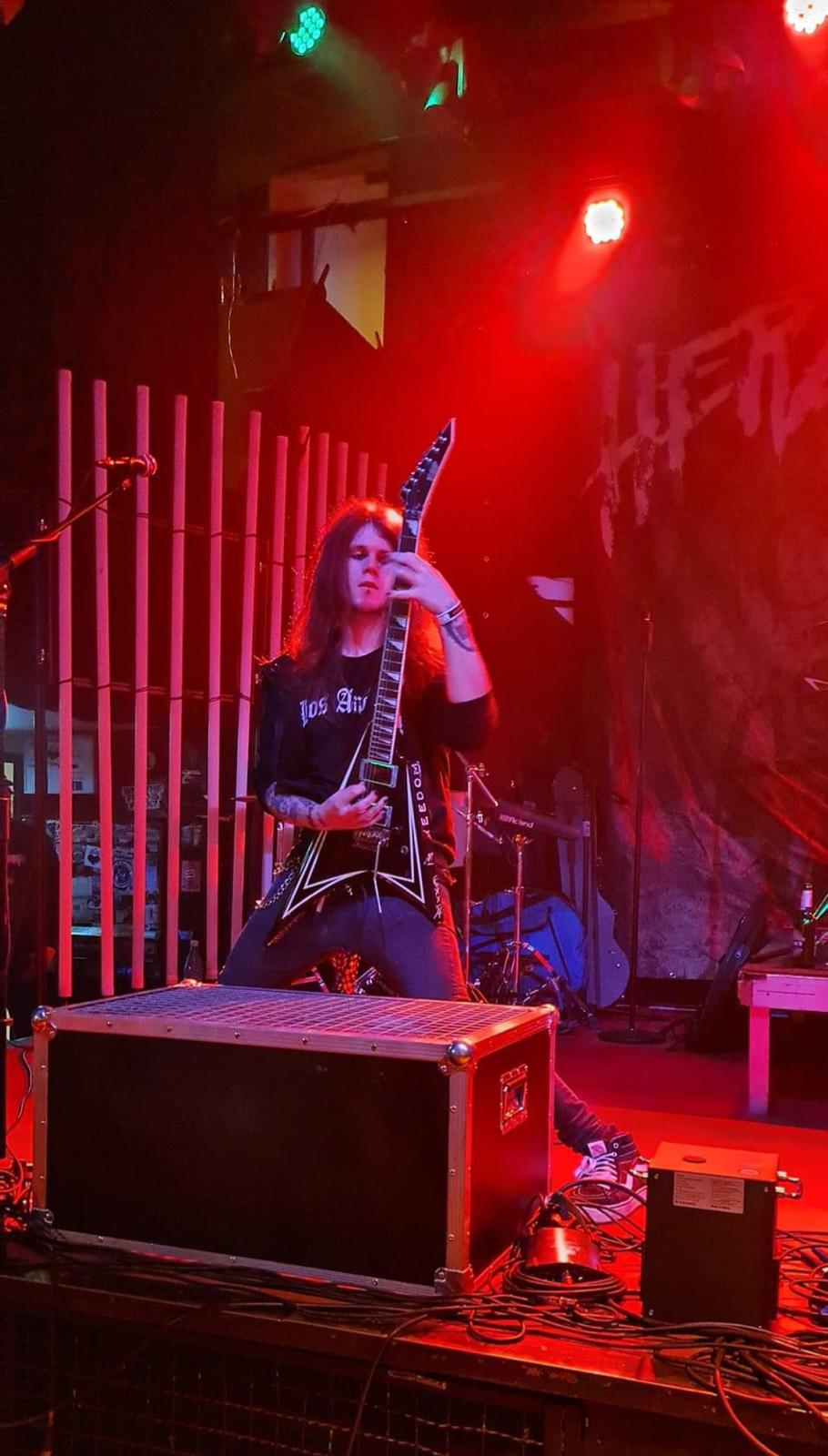
Gitarrist Ricky Raven live 2024
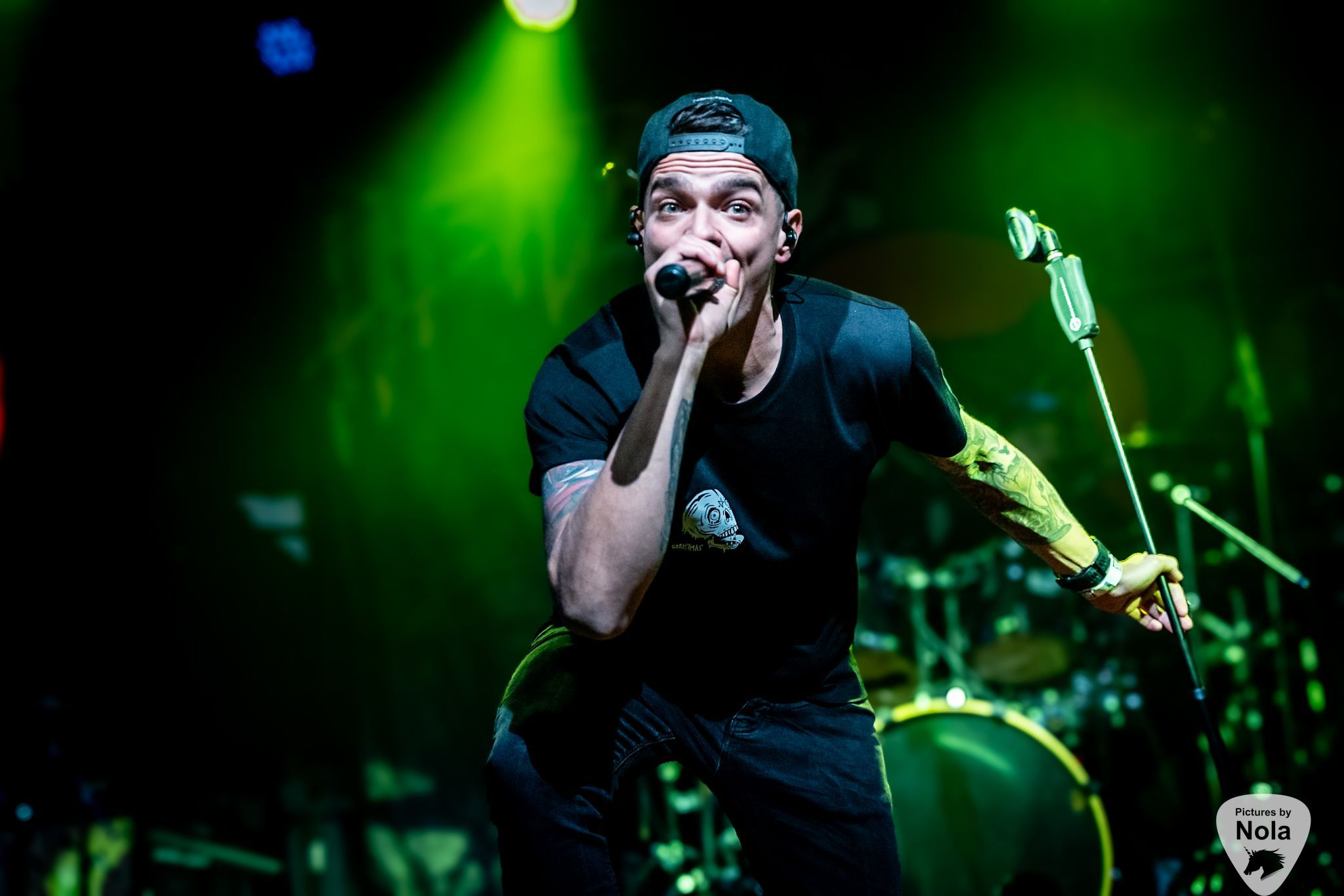
Sänger Marvin Glytas live2024

## Diskographie
(Quelle: )
- 2012: Volldampf voraus
- 2013: Zweipunktnull
- 2014: Masterplan
- 2015: Live @ Irish House
- 2016: Zweifler & Gewinner[2]
- 2018: Schwarz-weiss-neon (Laute helden)
- 2021: Babylon (Metalville Records)